# Прилуцька сільська рада
Прилу́цька сільська́ ра́да — колишня адміністративно-територіальна одиниця та орган місцевого самоврядування у Ківерцівському районі Волинської області з адміністративним центром у с. Прилуцьке.
Утворена в 1944 році.
Припинила існування 25 жовтня 2019 року через об'єднання до складу Луцької міської територіальної громади Волинської області. Натомість утворено Прилуцький старостинський округ при Луцькій міській громаді.

## Населені пункти
Сільській раді були підпорядковані населені пункти:
- с. Прилуцьке
- с. Дачне
- с. Жабка
- с. Сапогове

## Населення
Згідно з переписом УРСР 1989 року чисельність наявного населення сільської ради становила 2691 особа, з яких 1232 чоловіки та 1459 жінок.
За переписом населення України 2001 року в сільській раді мешкало 2839 осіб.

### Мова
Розподіл населення за рідною мовою за даними перепису 2001 року:
| Мова       | Відсоток |
| ---------- | -------- |
| українська | 98,55 %  |
| російська  | 1,38 %   |
| білоруська | 0,07 %   |

## Склад ради
Рада складалась з 14 депутатів та голови.

## Керівний склад сільської ради
| ПІБ                        | Основні відомості                                                                     | Дата обрання | Дата звільнення |
| -------------------------- | ------------------------------------------------------------------------------------- | ------------ | --------------- |
| Кирилюк Віктор Георгійович | Сільський голова, 1969 року народження, освіта, член Української Народної Партії      | 26.03.2006   | 31.10.2010      |
| Кирилюк Віктор Георгійович | Сільський голова, 1969 року народження, освіта вища, член Української Народної Партії | 31.10.2010   |                 |

Примітка: таблиця складена за даними джерела